# Атена Лукана
А̀тена Лука̀на (на италиански: Atena Lucana) е село и община в Южна Италия, провинция Салерно, регион Кампания. Разположено е на 625 m надморска височина. Населението на общината е 2309 души (към 2010 г.).